# Viale (archeologia)

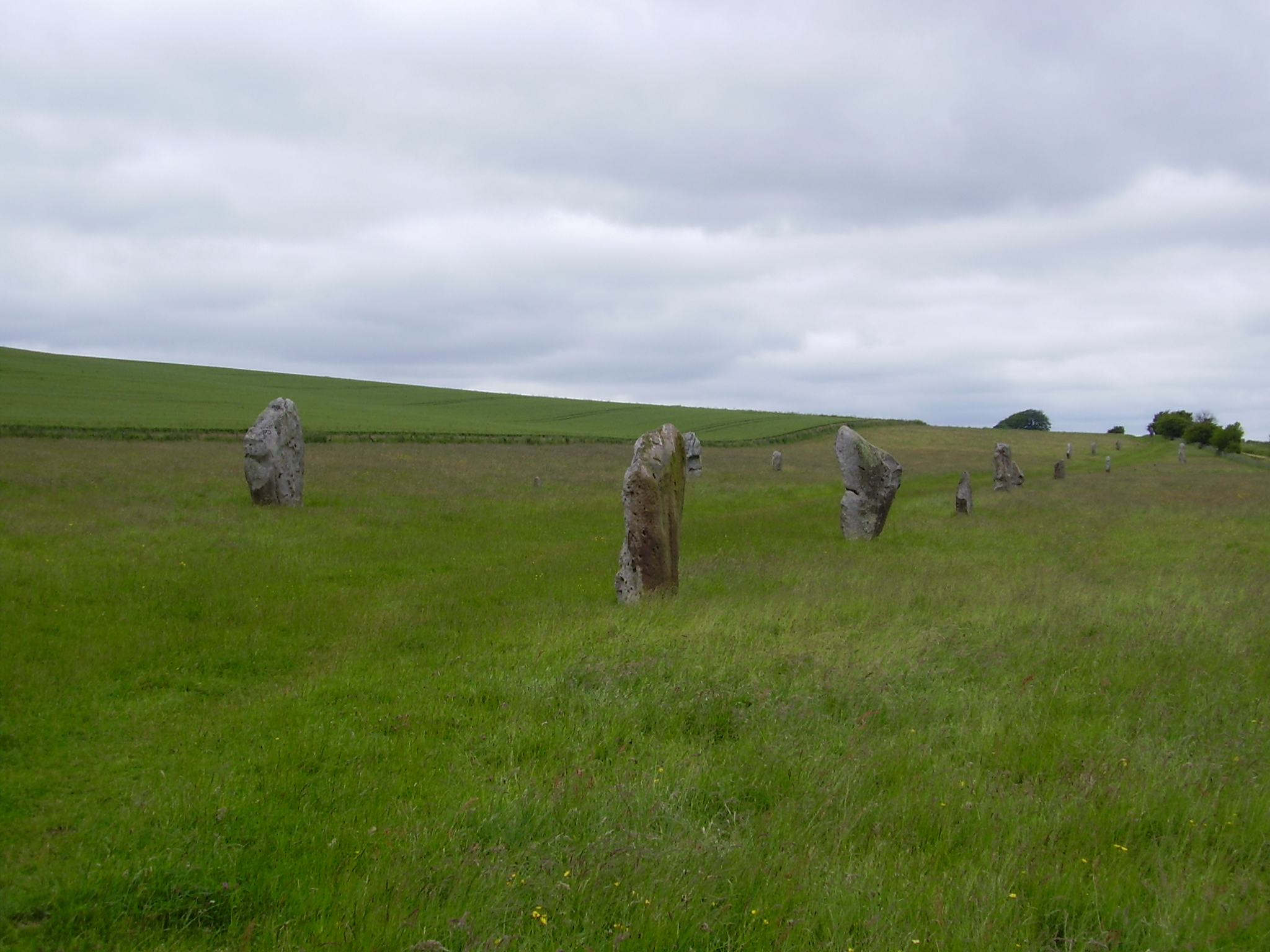
Avenue di Avebury.

Gli archeologi britannici affinano l'uso generale del termine archeologico viale (in inglese avenue) per denotare una lunga, striscia di terra parallela ai lati che misura intorno ai 30 m di larghezza, aperta alle estremità e con margini segnati da allineamenti di pietre o legno e/o un basso cumulo e fossato. Il termine viene usato per definire tali caratteristiche in tutte le Isole britanniche, ma essi sono concentrati al centro e al sud dell'Inghilterra.
La maggior parte sono brevi e stretti (I tipo, lungo meno di 800 m), o lunghi e curvi (II tipo, oltre 2,5 km). È stato considerato che essi spesso collegano cerchi di pietre con fiumi e sono un elemento comune nei paesaggi rituali dell'età del bronzo.
I viali sono identificati attraverso i loro earthwork o usando l'archeologia aerea in modo che le caratteristiche del loro lato parallelo possano essere viste più adeguatamente nella loro estensione. Nella maggior parte degli esempi, è l'associazione del viale con altri monumenti contemporanei che fornisce una diagnosi. I viali (avenues) differiscono dai monumenti del cursus, poiché questi ultimi possiedono anche earthwork ai loro estremi e non hanno pietre dritte o allineamenti in legno.
Si è congetturato che i viali fossero una volta percorsi cerimoniali o processionali, attinenti all'inizio dell'età del bronzo. Sembrano inoltre essere stati utilizzati per indicare un itinerario prestabilito verso un particolare monumento.
Esempi comprendono il viale a Stonehenge, il Beckhampton Avenue a Avebury, il viale di West Kennet e quello a Thornborough.